# Mark Clattenburg
Mark Clattenburg (Consett, 13 de março de 1975) é um árbitro de futebol inglês. 
É árbitro da Premier League desde 2004 e da FIFA entre 2006 e 2017. Foi eletricista, e tem ascendência canadense.

## Carreira como árbitro
Clattenburg começou sua carreira como árbitro internacional em 2007. Mediou a final dos torneios de futebol das Olimpíadas de 2012, a Supercopa da UEFA de 2014 e a Liga dos Campeões da UEFA de 2015–16. Em 2016, foi chamado para apitar alguns jogos da Euro 2016, incluindo a Final do Campeonato Europeu de Futebol de 2016 entre Portugal e França.